# In Zghmir
In Z'Ghmir (în arabă ان زغمير) este o comună din provincia Adrar, Algeria.
Populația comunei este de 16.185 de locuitori (2008).